# 達日県
達日県（たつじつ-けん、タルラク・ゾン、dar lagl rdzong）は中華人民共和国青海省ゴロク・チベット族自治州に位置する県。

## 行政区画
- 鎮:吉邁鎮
- 郷:満掌郷、徳昂郷、窩賽郷、莫壩郷、上紅科郷、下紅科郷、建設郷、桑日麻郷、特合土郷